# Adele Hartwig

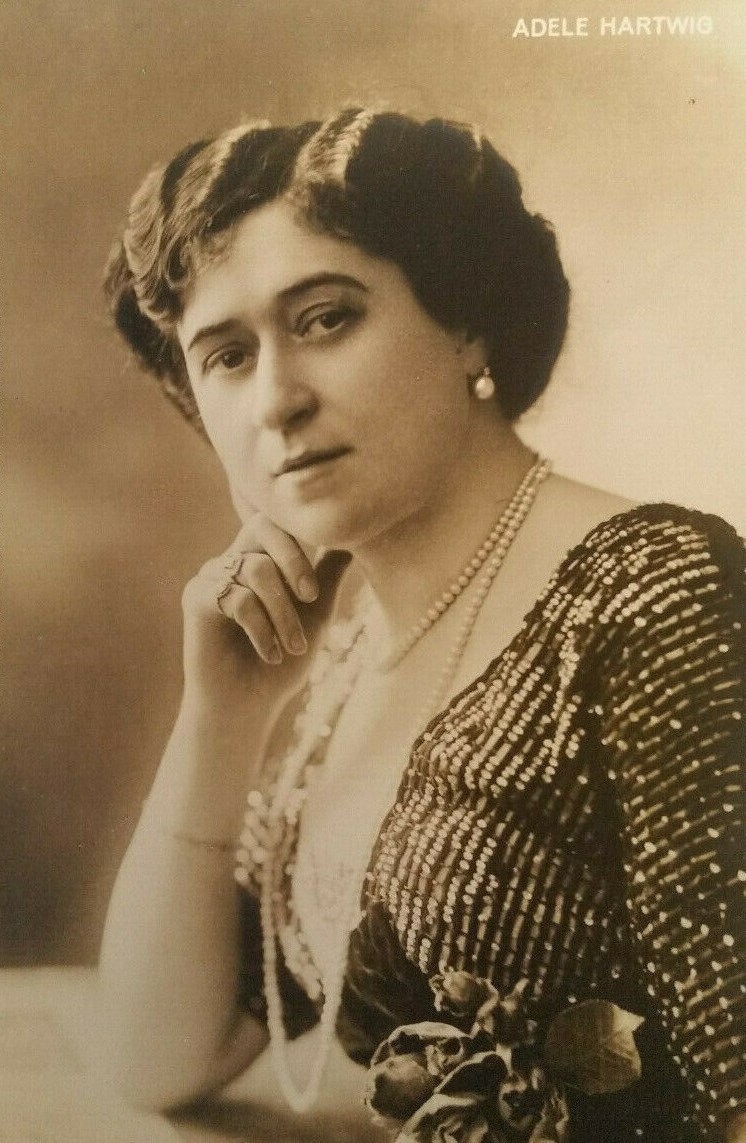
Adele Hartwig in späteren Jahren, Foto: Ernst Barteck

Adele Hartwig 1901

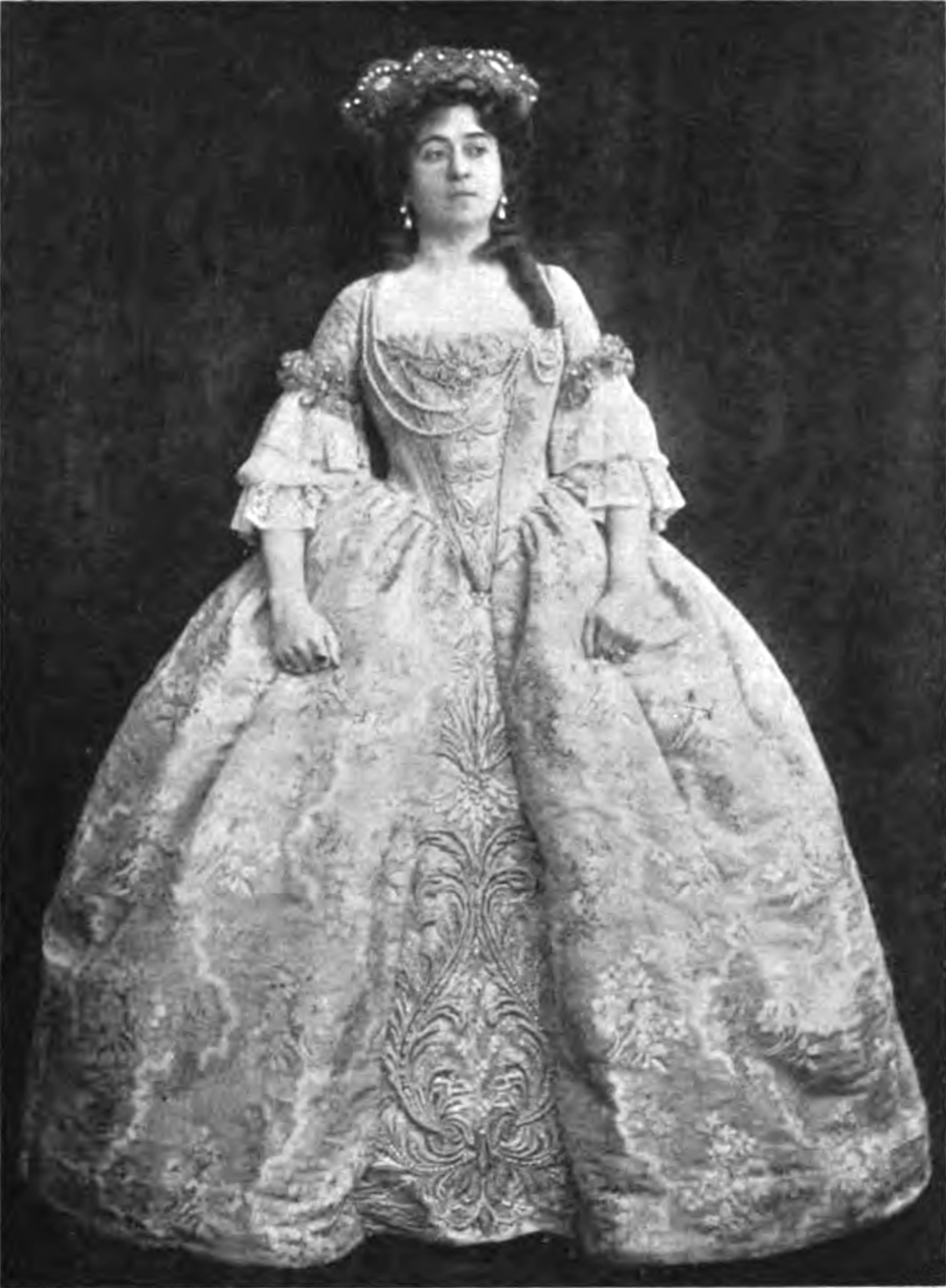
Adele Hartwig als Katharina im Schauspiel Die Zarin (Januar 1913), Foto: Becker und Maass

Adele Hartwig (* 13. Dezember 1872 als Adelheid Elisabeth Petz in Hernals; † 31. August 1968 in St. Wolfgang im Salzkammergut) war eine österreichische Theater- und Stummfilmschauspielerin sowie Theatergründerin und -leiterin.

## Leben und Wirken
Die gebürtige Hernalserin war eine Tochter von Gustav Petz und seiner Frau Francisca, geb. Wildom. Ihr Vater war Wagenschreiber bei der Kaiserin Elisabeth-Bahn. Während sämtliche ihrer männlichen Verwandten eine Laufbahn als Offiziere oder Priester eingeschlagen hatten, entschied Adelheid Petz sich für die Bühne, wo sie unter dem Namen Adele Hartwig auftrat. Dies führte zu einer Entfremdung von ihrer Familie.
1893 debütierte sie als „Maria Stuart“ in Wiener Neustadt. Danach hatte sie Engagements am Stadttheater Olmütz (1895) und am Stadttheater Brünn (1896), wo sie in modernen Stücken auftrat. Ende 1896 und Anfang 1897 spielte sie in New York; ihr US-Debüt gab sie im Oktober 1896 in dem Stück Die offizielle Frau. Von 1897 bis 1900 gehörte sie zum festen Ensemble des Hoftheaters Braunschweig. Dort war sie für das Rollenfach der Salondame engagiert. Ihr Repertoire reichte jedoch darüber hinaus; sie spielte verschiedene Rollen „nach Individualität“, u. a. auch die Rößl-Wirtin in dem Lustspiel Im weißen Rößl von Oscar Blumenthal und Gustav Kadelburg. 1900 trat sie am Hoftheater Braunschweig als „Nora“ auf.
Anschließend war sie einige Zeit am Residenztheater Berlin beschäftigt (Debütrolle im September 1900 ebenfalls „Nora“). Sie löste den Vertrag jedoch wegen mangelnder Beschäftigung und trat 1901 in den Verband des Neuen Theaters in Berlin ein. Dort spielte sie u. a. die Titelrolle in einer Neuinszenierung von Oscar Wildes Salome. Mit dieser Produktion gastierte sie im Dezember 1903 auch am Deutschen Volkstheater in Wien. 1903 spielte sie am Deutschen Theater Berlin in Max Reinhardts erster eigener Theaterinszenierung die Königin in Maurice Maeterlincks Schauspiel Pelléas et Mélisande. Ab 1904 war sie fest am Deutschen Theater engagiert und übernahm im Dezember 1904 in der deutschen Erstaufführung von George Bernard Shaws Schauspiel Helden die Rolle der Raina. 1905 spielte sie die Rolle der Hedwig (Tells Frau) in Friedrich Schillers Schauspiel Wilhelm Tell; außerdem wirkte sie in Henri Murgers Die Bohème mit.
Ab 1906 trat sie dann wieder am Neuen Theater Berlin unter der Direktion von Alfred Schmieden auf. Nach einem kurzen Intermezzo als Mitglied des Kleinen Theaters Berlin war sie ab 1907 als frei gastierende Schauspielerin tätig. Im Sommer 1909 gastierte sie mit ihrem eigenen Adele-Hartwig-Ensemble am Deutschen Theater Berlin, am Münchner Volkstheater und am Residenztheater in Frankfurt am Main, wo sie mit Harry Walden und Ernst Bach in Einaktern von Rudolf Presber, William Somerset Maugham, Walter Turszinsky und Hans Brennert auftrat. 1912 folgte ein Engagement am Berliner Komödienhaus. Dort spielte Hartwig die Titelrolle in der Komödie Die Zarin von Melchior Lengyel und Ludwig Biro (Premiere: 27. September 1912). Ab April 1913 leitete sie gemeinsam mit Toni Impekoven kurzzeitig das Komödienhaus, beide übernahmen zudem die Leitung des in Schwierigkeiten geratenen Friedrich-Wilhelmstädtischen Schauspielhauses. Ab 1914 war sie wieder frei gastierend tätig. Von 1915 bis 1918 leitete sie zusammen mit ihrem Ehemann, dem Schauspieler und Schriftsteller Walter Wassermann, das Deutsche Theater in Łódź, ein Fronttheater während des Ersten Weltkriegs, an dem sie auch als Schauspielerin und Regisseurin tätig wurde. Ab 1918 spielte sie wieder Theater in Berlin.
Hartwig trat auch in Stücken von Arthur Schnitzler auf. Ihre Wandlungsfähigkeit zeigte sie u. a. dadurch, dass sie an einem Abend sowohl die tragische Rolle der Christine in Liebelei als auch die komische Rolle der Balletttänzerin Annie in der Episode Abschiedssouper von Schnitzlers Theaterzyklus Anatol verkörperte.
1921 und 1922 war sie in einigen Stummfilmen zu sehen, für die Walter Wassermann als Drehbuchautor verantwortlich zeichnete. 1926 gründete sie in Berlin das Englische Theater Deutscher Schauspieler, dessen Leiterin sie bis Anfang der 1930er Jahre blieb. Sie führte dort u. a. Stücke von George Bernard Shaw auf.
Während des Zweiten Weltkriegs verließen Adele Hartwig und Walter Wassermann die deutsche Hauptstadt und übersiedelten nach St. Wolfgang im Salzkammergut. Seit 1944 verwitwet, starb Adele Hartwig hochbetagt Ende August 1968 in St. Wolfgang und wurde auf dem Ortsfriedhof im Grab ihres Mannes beigesetzt.

## Filmografie
- 1921: Betrüger des Volkes
- 1921: Schattenpflanzen der Großstadt
- 1921: Der wandernde Koffer
- 1922: Die Königin von Whitechapel
- 1922: Die Schatten jener Nacht

## Theater (Auswahl)

### Schauspielerin
- 1900: Friedrich Jacobsen: Sturm (Anna) – Regie: ? (Residenz-Theater Berlin)
- 1900: Henrik Ibsen: Nora oder Ein Puppenheim (Nora) – Regie: ? (Residenz-Theater Berlin)
- 1900: Victorien Sardou: Fernande (Clothilde) – Regie: ? (Residenz-Theater Berlin)
- 1901: George Gordon Byron: Sardanapal (Myrrha) – Regie: Hans Oberländer (Theater des Westens Berlin)
- 1901: Robert Misch: Das Ewig-Weibliche (Königin) – Regie: ? (Neues Theater Berlin)
- 1902: Ernst Möller: Pastor Hansen – Regie: Carl Schönfeld (Neues Theater Berlin)
- 1902: Oscar Méténier: Er – Regie: ? (Belle-Alliance-Theater Berlin)
- 1902: Felix Salten: Der Gemeine – Regie: ? (Neues Theater Berlin)
- 1903: Antony Mars: Die Fliege (Alice, Frau des Gestüts-Inspektors) – Regie: ? (Neues Theater Berlin)
- 1903: Maurice Maeterlinck: Pelléas et Mélisande (Genofeva) – Regie: Max Reinhardt (Neues Theater Berlin)
- 1904: Oscar Wilde: Lady Windermeres Fächer – Regie: ? (Deutsches Theater Berlin)
- 1904: Ludwig Fulda: Maskerade (Ellen von Tönning) – Regie: ? (Deutsches Theater Berlin)
- 1904: George Bernard Shaw: Helden (Raina) – Regie: ? (Deutsches Theater Berlin)
- 1905: Ferdinand Wittenbauer: Der Privatdocent (Frau Prof. Frieda von Leucht) – Regie: ? (Deutsches Theater Berlin)
- 1906: Rudolf Herzog: Die Condottieri – Regie: ? (Neues Theater Berlin)
- 1906: Leo Lenz: Frost im Frühling (Erika) – Regie: ? (Neues Theater Berlin)
- 1906: Karl Gjellerup: Das Opferfeuer (Sigrid) – Regie: ? (Hoftheater Dresden)
- 1907: Victorien Sardou: Marquise (Marquise Lydia) – Regie: Emanuel Reicher (Lessingtheater Berlin)
- 1907: Guy de Maupassant: Der Friede des Hauses – Regie: ? (Kleines Theater Berlin)
- 1907: Hans von Kahlenberg: Meißner Porzellan (Gräfin) – Regie: ? (Neues Theater Berlin)
- 1908: Edgar Hoyer: Tante Cramers Testament (Flirtende Weltdame) – Regie: ? (Lustspielhaus Berlin)
- 1908: Arno Holz: Sonnenfinsternis (la bella Cenci) – Regie: ? (Deutsches Theater Berlin)
- 1909: Gustaf af Geijerstam: Die schicke Auguste (Auguste) – Regie: Ernst Bach (Ensemblegastspiel Adele Hartwig im Deutschen Theater Berlin)
- 1909: Jacques Burg, Walter Turszinsky: Gelbstern (Fränze) – Regie: ? (Deutsches Theater Berlin)
- 1910: Rudolf Lothar, Robert Saudek: Kavalerie (Fürstin Anastasia) – Regie: ? (Hebbel-Theater Berlin)
- 1910: André Picard: Die Wespe (Therese) – Regie: ? (Das Moderne Theater Berlin)
- 1910: Maurice Hennequin, Paul Bilhaud: Die Beste der Frauen (Madame Monturel) – Regie: ? (Das Moderne Theater Berlin)
- 1911: Ludwig Ganghofer, Marco Brociner: Die Hochzeit von Valeni (Sanda) – Regie: ? (Friedrich-Wilhelmstädtisches Schauspielhaus)
- 1912: Balázs Lengyel, Lajos Biró: Die Zarin (Katharina) – Regie: Rudolf Lothar (Komödienhaus Berlin)
- 1912: Max Dreyer: Der lächelnde Knabe (Sabine Benkhardt) – Regie: Hans Oberländer (Komödienhaus Berlin)
- 1912: Richard Skowronnek: Die Generalsecke (Frau Oberst) – Regie: ? (Komödienhaus Berlin)
- 1913: Franz von Schönthan, Rudolf Presber: Retter in der Not (Baronin) – Regie: Hans Oberländer (Komödienhaus Berlin)
- 1916: Hermann Sudermann: Heimat (Magda) – Regie: ? (Deutsches Theater Lodz)
- 1920: Heinrich Ilgenstein: Kammermusik (Herzogin) – Regie: ? (Trianon-Theater Berlin)
- 1921: Henri Bernstein: Der Dieb (Mutter des Detektivs) – Regie: Oskar Kanehl (Kleines Theater Berlin)
- 1921: Walter Wassermann: Deserteure (Mutter) – Regie: ? (Rose-Theater Berlin)
- 1921: Ludwig Anzengruber: Der Meineidbauer (Vroni) – Regie: Walter Wassermann (Central-Theater Berlin)
- 1923: Gerhart Hauptmann: Das Friedensfest (Marie Buchner) – Regie: Heinz Goldberg (Neues Theater am Zoo Berlin)
- 1926: Oscar Wilde: The Importance of Being Earnest – Regie: Philipp Manning (Englisches Theater im Residenz-Theater Berlin)
- 1926: Frederick Lonsdale: Mrs. Chenneys Ende – Regie: Victor Barnowsky (Theater in der Königgrätzer Straße)
- 1929: Alfred Sutro: The Laughin Lady (Esmée Farr) – Regie: Ernst Wilhelmy (Englisches Theater im Theater in der Behrenstraße Berlin)
- 1930: Oscar Wilde: A Woman of No Importance (Mrs. Arbuthnot) – Regie: Ernst Wilhelmy (Englisches Theater im Schiller-Theater Berlin)
- 1930: Frederick Lonsdale: Mrs. Cheneys Ende – Regie: Victor Barnowsky (Berliner Theater)

### Regisseurin
- 1925: Arnold Bennett: The Great Adventure (Englisches Theater im Residenz-Theater Berlin)